# Saint-Agnin-sur-Bion
Saint-Agnin-sur-Bion – miejscowość i gmina we Francji, w regionie Owernia-Rodan-Alpy, w departamencie Isère.
Według danych na rok 1990 gminę zamieszkiwało 646 osób, a gęstość zaludnienia wynosiła 67 osób/km² (wśród 2880 gmin regionu Rodan-Alpy Saint-Agnin-sur-Bion plasuje się na 1025. miejscu pod względem liczby ludności, natomiast pod względem powierzchni na miejscu 1148.).